# Ermita de Santa Bárbara (Anglés)
La ermita de Santa Bárbara es un edificio del municipio de Anglés (Gerona, Cataluña, España) incluido en el Inventario del Patrimonio Arquitectónico de Cataluña.

## Descripción
La actual ermita de Santa Bárbara se encuentra estructurada en dos partes.
Por un lado se encuentra lo que sería el refugio de dos plantas y cubierto con un tejado a dos aguas de vertientes a fachada. En la planta baja se encuentran tres aperturas, como son dos pequeñas ventanas enmarcadas por montantes de piedra y cubiertas por un enrejado de hierro forjado. Pero sobre todo destacar el portal adintelado de arco de medio punto con unas dovelas de tamaño medio. En el primer piso se encuentran dos aberturas de similar tipología, es decir, rectangulares, con dintel monolítico conformando un arco plano, montantes de piedra y antepecho trabajado.
Por otro lado se dispone la ermita propiamente dicha, cubierta con un tejado mixto, es decir la mitad a dos aguas de vertientes en fachada y la otra mitad de un solo vertiente a fachada. En la planta baja destaca el gran portal adovelado de arco de medio punto con unas dovelas de gran tamaño y muy bien escuadradas.
En cuanto al primer piso, encontramos una apertura rectangular con dintel monolítico y montantes de piedra con una vidriera de colores que reproduce un árbol. Pero de este sector destaca especialmente el impresionante campanario de espadaña de un solo ojo de arco rebajado. Su campana contiene una larga inscripción. A un lado dice: "Parroquia de Sant Martí Sapresa: Ermita de Santa Bárbara 1952 Laus Deu". Y al otro "Amics de santa Bàrbara 2002: els amics de santa Bàrbara al poble d'Anglès i a tots els que veneren aquest indret".
El interior de la ermita es una pequeña capilla de una sola nave, con dos tramos y cabecera y sustentada básicamente por dos arcos apuntados con una flecha mucho más acentuada que la luz. El tramo de la cabecera, donde encontramos el ábside de media vuelta, correspondería a la cubierta a una vertiente; el tramo intermedio correspondería al campanario y el tramo de los pies es donde encontramos la cubierta a dos aguas. En este sector también encontramos dos elementos importantes, como son una gran abertura cuadrangular, con dintel monolítico, montantes de piedra y antepecho trabajado y con un vitral coloreado que alude a la crucifixión. La otra sería un portal de piedra que comunica con el refugio.
En el tramo de la cabecera se encuentra una pequeña mesa de altar, así como también una pequeña hornacina enmarcada en piedra que alberga una imagen de Santa Bárbara elaborada en Osor siguiendo el procedimiento o técnica de la resina.

## Historia
Tanto la ermita como la casa se han datado del siglo XIII.
La primera referencia documental que se tiene es del año 1310. Posteriormente hay constancia de que se construyó la capilla de Santa Bárbara en 1419.